# Alejandro Peña Esclusa
Alejandro Peña Esclusa, född 1954, är en venezolansk politiker, ledare av de ideella organisationerna Fuerza Solidaria och UnoAmérica. Han har blivit känd som en ledande kritiker av Hugo Chávez och dennes socialistiska bolivarianska revolution i hela Latinamerika. Han sitter för närvarande häktad på anklagelser relaterade till terrorism, men hans anhängare anser att han är politisk fånge.

## Kritiker av Chávez
Peña Esclusa har varit en frispråkig kritiker av Hugo Chávez sedan han anklagade denne för att vara en marionett för Fidel Castro i en bok publicerad 1994. Han var en av presidentkandidaterna i valet 1998, men fick ett obetydligt antal röster. Efter den misslyckade militärkuppen i Venezuela år 2002 häktades han anklagad för att ha haft koppling till de inblandade officerarna, men släpptes snart utan att åtalas för något brott. Peña Esclusa har själv uttryckligen tagit avstånd från våld som metod, och sagt att han inte tror att våld kan bidra till att få slut på Hugo Chávez regim, men att en fredlig massrörelse kan lyckas.
I juni 2009 beskrev utrikesministern i Chávez regering, Nicolás Maduro, Peña Esclusa som en man som "har tillbringat sitt liv kopplad till CIA och ett antal militanta rörelser inklusive militärkuppen 2002, och [är] en medlem av våldsamma högergrupper som opererade i Centralamerika under en längre tid jämte Luis Posada Carriles, en terrorist som skyddas av USA:s rättsväsende och som är efterlyst i Venezuela." Den 13 juli 2010, dagen efter att han arresterades (se nedan), publicerade Venezuelas propagandaministerium en rad lösa anklagelser, som att han skulle varit inblandad i en mordkomplott mot påven Johannes Paulus II, i mordförsöket på president Ronald Reagan, osv. Detta följdes av en bättre dokumenterad lista på demokratiska aktiviteter som han varit inblandad i, där målsättningen varit att på fredlig och laglig väg åstadkomma regimskifte i Venezuela.
Den 23 mars 2010 prisade delstaten Alabamas lagstiftande församling Peña Esclusas starka opposition mot Venezuelas president, i en resolution som berömde hans handlingar.

## Stöd för Honduras interimsregering
UnoAmerica, en paraplyorganisation över grupper från hela världsdelen, skapad som motvikt till vänsterrörelser och vänsterpartier i Latinamerika, var en av ett fåtal organisationer som uttalade öppet stöd för det enligt dem grundlagsenliga avsättandet av president Manuel Zelaya i Honduras, en process som bestod i att Zelaya arresterades av militären på order av högsta domstolen, skiljdes från sitt ämbete, och ersattes med den som stod i tur i successionsordningen, i detta fall talmannen Roberto Micheletti, som interimspresident.
I augusti 2009 anklagade Peña Esclusa formellt Venezuelas president Hugo Chávez vid Internationella brottsmålsdomstolen i Haag, för brott mot mänskligheten för hans stöd till Manuel Zelayas olagliga försök att hålla en konstituerande grundlagsförsamling i Honduras, och för att ha hotat invadera landet militärt för att återinsätta Zelaya som president efter att han avsattes den 28 juni 2009.
Peña Esclusa har sagt att "venezuelanerna bör låta sig inspireras av den honduranska modellen och sträva efter ett regeringsskifte så fort som möjligt, genom fredliga, demokratiska och grundlagsenliga medel - och då inte bara i allmänna val - för att undvika en nationell tragedi", vilket återgavs som "Bara en process liknande den i Honduras kan rädda demokrati och frihet i Venezuela" av ett av den venezolanska regimens organ.
I november 2009 dekorerades Peña Esclusa med "José Cecilio del Valle"-medaljen av president Micheletti. Även Armando Valladares och Juan Dabdoub Giacoman dekorerades för att offentligt ha uttalat klart stöd för Honduras.

## Häktning 2010
Den 12 juli 2010 lade Peña Esclusa ut en video online, i vilken han tillbakavisade anklagelserna mot honom som gjorts av den påstådda terroristen Francisco Chávez Abarca, och gjorde klart att han förväntade sig att bli arresterad inom ett dygn på falska anklagelser och fabricerade bevis. Redan samma kväll arresterades han i sin lägenhet av Venezuelas politiska polis SEBIN. Bägge sidor länkar denna arrestering till de förestående parlamentsvalen i Venezuela den 26 september 2010.
Peña Esclusas advokat Alfredo Romero anklagar de 13 politiska poliserna som deltog i husrannsakan och häktningen för att ha brutit mot hans klients grundlagsenliga rättigheter, genom att inte tillåta advokaten att vara närvarande vid husrannsakan, eller att ens se domstolens tillstånd för husrannsakan. Domaren i fallet, Luis Cabrera, dömde vid häktningsförhandlingarna att advokatens närvaro skulle ha kunnat leda till att den anklagade hade blivit frikänd, varför det var befogat för den politiska polisen att förvägra honom tillträde till lägenheten, vilket föranledde Romero att kommentera att "denna domstol har deklarerat rätten till försvar död i Venezuela." Den anklagades hustru hävdade att de politiska poliserna planterade bevis i form av påstådda sprängämnen bland annat i deras åttaåriga dotters skrivbord, efter att de sett till att de var ensamma i rummet. Alejandro Peña Esclusa förklarades häktad utan borgen den 15 juli 2010, och hålls i den politiska polisens byggnad.
Inledande domstolsförhandlingar hölls den 27 januari 2011. Försvaret överklagade den 7 februari på två punkter, dels att domaren inte avsagt sig målet då han är partisk för den nuvarande regimen under Hugo Chávez, dels att domaren vägrat beordra närvaron av åklagarens huvudvittne Francisco Chávez Abarca för korsförhör.

## Petition till Inter-Amerikanska Kommissionen för Mänskliga Rättigheter
Den 29 mars 2011 inlämnade Indira de Peña Esclusa och andra makar till fångar i Venezuela en framställan till Inter-Amerikanska Kommissionen för Mänskliga Rättigheter (IACHR) vid Organisationen för Amerikanska Stater (OAS) med en begäran att officiellt börja betrakta deras respektive makar som politiska fångar. 